# Senarmontita
La senarmontita és un mineral de la classe dels òxids que rep el seu nom del mineralogista Henri Hureau de Sénarmont. L'any 2015 va ser reanomenada, passant el seu nom original (en anglès) de dir-se senarmontite a sénarmontite.

## Característiques
La senarmontita és un òxid de fórmula química Sb₂O₃. Cristal·litza en el sistema isomètric. La seva duresa a l'escala de Mohs es troba entre 2 i 2,5. És una espècie dimorfa de la valentinita i isostructural amb l'arsenolita.
Segons la classificació de Nickel-Strunz pertany a «04.CB: Òxids amb proporció metall:oxigen = 2:3, 3:5, i similars, amb cations de mida mitjana» juntament amb els següents minerals: brizziïta, corindó, ecandrewsita, eskolaïta, geikielita, hematites, ilmenita, karelianita, melanostibita, pirofanita, akimotoïta, auroantimonita, romanita, tistarita, avicennita, bixbyita, armalcolita, pseudobrookita, mongshanita, zincohögbomita-2N2S, zincohögbomita-2N6S, magnesiohögbomita-6N6S, magnesiohögbomita-2N3S, magnesiohögbomita-2N2S, ferrohögbomita-6N12S, pseudorútil, kleberita, berdesinskiïta, oxivanita, olkhonskita, schreyerita, kamiokita, nolanita, rinmanita, iseïta, majindeïta, claudetita, estibioclaudetita, arsenolita, valentinita, bismita, esferobismoïta, sillenita, kyzylkumita i tietaiyangita.

## Formació i jaciments
Va ser descoberta a la mina Djebel Hammimat, una mina descoberta el 1845 a la localitat d'Aïn Babouche (província d'Oum el Bouaghi, Algèria), la qual va ser el primer dipòsit d'antimoni treballat en aquest país del nord d'Àfrica, on es troba en forma de masses cavernoses formades per filaments capil·lars, paral·lels o lleugerament divergents, així com formant masses sacaroides, en forma granular o en cavitats de cristalls octaèdrics de fins a un centímetre. Als territoris de parla catalana únicament ha estat descrita a Mas de la Guardia, una prospecció d'antimoni dels anys 50 realitzada a la localitat d'Oms, al Rosselló (Catalunya del Nord).